# Bullata bullata
Bullata bullata é uma espécie de molusco gastrópode marinho pertencente à família Marginellidae. Foi classificada por Born em 1778, originalmente denominada Voluta bullata e, posteriormente, Marginella bullata.

## Descrição da concha e hábitos
Concha de coloração creme, com até 9 centímetros de comprimento quando desenvolvida, dotada de 5 voltas e de formato oval-cilíndrico, com superfície polida e espiral extremamente baixa. Columela dotada de 4 a 6 pregas e lábio externo engrossado, amarelado a alaranjado por fora.
É encontrada em fundos de areia e cascalho na zona nerítica, dos 3 aos 18 metros de profundidade. Os animais da família Marginellidae são predadores.

## Distribuição geográfica
Bullata bullata é endêmica da costa central do Brasil, do Espírito Santo até Bahia.